# Papir Oxirinc 11
El Papir Oxirinc 11 també conegut com a P. Oxy. 11 és un fragment d'una comèdia perduda, escrita en grec. Va ser descobert per Bernard Pyne Grenfell i Arthur Surridge Hunt l'any 1897, a Oxirinc, Egipte. El fragment data dels segles i o ii dC. Es troba a la Biblioteca Britànica, al Regne Unit, al Departament de Manuscrits. El text va ser publicat per Grenfell i Hunt l'any 1898.

## Document
El manuscrit va ser escrit en papir, en forma d'un rotllo. Les mesures del fragment són 144 per 142 mm. El fragment conté dues columnes. El text està escrit en lletres verticals, en cal·ligrafia uncial.